# John Locke (hudebník)
John Tilden Locke (25. září 1943 – 4. srpna 2006) byl americký rockový klávesista. Byl členem klasické sestavy skupiny Spirit a v letech 1980–1982 hrál ve skupině Nazareth.